# فوکر دی.۹
فوکر دی.۹ (به انگلیسی: Fokker D.IX) یک هواپیمای ساختِ فوکر در کشور هلند است. این هواپیما در ۱۹۲۱ میلادی نخستین پرواز خود را انجام داد.